# Таласса! Таласса!
Та́ласса! Та́ласса! (др.-греч. Θάλασσα — «море»; также встречается написание «Фалатта», близкое к произношению [tʰálatta] в аттическом диалекте) — возглас, которым греческие воины-наёмники приветствовали море во время возвращения на родину из Персии. Наиболее известная цитата из «Анабасиса» Ксенофонта.

## Происхождение выражения
В «Анабасисе» описан поход греческого войска в Переднюю Азию в 401 году до н. э. Отряд греков, насчитывавший около 13 000 человек, был присоединён к большой армии, собранной персидским царевичем Киром с целью свержения с престола его старшего брата, царя Персии Артаксеркса II. Попытка не увенчалась успехом: Кир погиб в битве при Кунаксе, армия его распалась, а грекам, хоть они и одержали на своём фланге победу над войском Артаксеркса, удалось вернуться на родину лишь ценой больших усилий и жертв.
Наибольшую известность приобрёл фрагмент, в котором Ксенофонт (лично участвовавший в походе и бывший одним из стратегов греческого войска) описывает волнение и радость греков, увидевших, после долгого и трудного пути, Чёрное море:

Когда солдаты авангарда взошли на гору, они подняли громкий крик. <…> Скоро они [Ксенофонт и всадники] услышали, что солдаты кричат «Море, море!» и зовут к себе остальных. Тут все побежали вперед, в том числе и арьергард, и стали гнать туда же вьючный скот и лошадей. Когда все достигли вершины, они бросились обнимать друг друга, стратегов и лохагов, проливая слезы.— Ксенофонт. Книга 4, Глава 7 // Анабасис. — М.: Издательство Академии наук СССР, 1951.
Упомянутая у Ксенофонта гора носит название «Фехес»; отечественными и зарубежными учёными высказывались многочисленные гипотезы о её точном местонахождении. От неё греки намеревались дойти до Трапезунда, бывшего в то время греческой колонией. Подробное описание ликования воинов при виде моря свидетельствует о том, что греки исключительно остро ощущали привязанность к морю, ведь именно морским путём сообщались многочисленные греческие острова и основывались колонии. Также это демонстрирует понимание важности выхода к морям. Отступая через внутренние районы Малой Азии, лишь при виде моря, пусть ещё далёкого от родины, греки почувствовали уверенность в том, что вернутся домой; поэтому возглас вошёл в историю как символ привязанности к морским просторам.

## В культуре
Восклицание «Море! Море!», обычно цитируемое на языке оригинала, стало крылатым выражением и нередко встречается в мировой литературе. Так, оно присутствует в стихотворении «Meergruß» Генриха Гейне («Слава морю» в переводе В. Левика) и неоднократно упоминается в романе Джойса «Улисс». Отсылкой к Ксенофонту является название романа Айрис Мёрдок «Море, море». Выражение неоднократно присутствует, в виде прямых и косвенных аллюзий, в романе «Воины» Сола Юрика, представляющего собой своеобразный парафраз «Анабасиса». Название «Таласса» носит повесть Бориса Лавренёва, в которой это «звенящее слово» вводит тему морской стихии. О его культурной значимости говорится в романе «Венерин волос» Михаила Шишкина: 
Представьте себе, сколько людей прошмыгнуло <...>, а эти греки остались, потому что он [Ксенофонт] их записал. И вот они уже третье тысячелетие каждый раз, увидев то море, к которому он их вел, бросаются обнимать друг друга и кричать: Таласса! Таласса! Потому что он привел их к совершенно особому морю. Таласса — это море бессмертия.